# Gouvernement Louis Botha
Régime parlementaire dans le cadre de la Monarchie britannique
 Gouvernement Smuts (1919-1924)
Le gouvernement Louis Botha désigne les membres des deux gouvernements sud-africains dirigés par le Premier ministre Louis Botha entre le 31 mai 1910 et le 3 septembre 1919.

## Contexte
L'ancien général boer Louis Botha, premier ministre de la colonie du Transvaal fut nommé par la couronne britannique pour devenir le tout premier Premier ministre de l'Union sud-africaine lors de sa formation le 31 mai 1910. 
Les toutes premières élections générales nationales eurent lieu le 15 septembre 1910 et se soldèrent par la victoire de la coalition menée par le parti "Het Volk" de Louis Botha (67 sièges) contre 37 sièges aux unionistes de Leander Starr Jameson et 26 sièges aux autres petits partis. 
La coalition de Botha, constituée de partis anglo-afrikaners, devint alors le parti sud-africain et gouverna le pays. 
Lors des élections d'octobre 1915, le Parti sud-africain remporta 54 sièges contre 40 aux unionistes, 27 sièges au parti national, 4 sièges au Parti Travailliste d'Afrique du Sud et six sièges réparties entre de petites formations.
Louis Botha est mort en cours de fonction le 27 août 1919.

## Membres du cabinet durant les gouvernements Botha de 1910 à 1919
| Ministère             | Nom                                                                                         | Parti | Période                                           |
| --------------------- | ------------------------------------------------------------------------------------------- | ----- | ------------------------------------------------- |
| Premier ministre      | Louis Botha                                                                                 | SAP   | 1910-1919                                         |
| Affaires indigènes    | Henry Burton James Barry Munnik Hertzog Jacobus Wilhelmus Sauer Louis Botha                 | SAP   | 1910-1912 1912 1912-1913 1913-1919                |
| Finances              | Henry Charles Hull Jan Smuts David Pieter de Villiers Graaff Henry Burton Thomas Orr        | SAP   | 1910-1912 1912-1915 1915-1916 1916-1917 1917-1919 |
| Justice               | James Barry Munnik Hertzog Jacobus Wilhelmus Sauer Nicolaas Jacobus de Wet                  | SAP   | 1910-1912 1913 1913-1919                          |
| Défense               | Jan Smuts                                                                                   | SAP   | 1910-1919                                         |
| Intérieur             | Jan Smuts Abraham Fischer Jan Smuts Hendrik Schalk Theron Thomas Watt                       | SAP   | 1910-1912 1912-1913 1913-1915 1915 1916-1919      |
| Rails et ports        | Jacobus Wilhelmus Sauer Henry Burton                                                        | SAP   | 1910-1912 1912-1919                               |
| Terres                | Abraham Fischer Hendrik Schalk Theron Hendrik Mentz                                         | SAP   | 1910-1913 1913-1916 1916-1919                     |
| Agriculture           | Louis Botha Jacobus Wilhelmus Sauer Louis Botha Hendrik Christiaan van Heerden              | SAP   | 1910-1912 1912 1912-1913 1913-1919                |
| Éducation             | François Stephanus Malan                                                                    | SAP   | 1910-1919                                         |
| Commerce et industrie | Frederick Robert Moor George Leuchars                                                       | SAP   | 1910-1911 1911-1912                               |
| Mines                 | Jan Smuts François Stephanus Malan                                                          | SAP   | 1910-1912 1912                                    |
| Mines et Industrie    | François Stephanus Malan                                                                    | SAP   | 1912-1919                                         |
| Travaux publics       | David Pieter de Villiers Graaff George Leuchars Thomas Watt                                 | SAP   | 1910-1912 1912 1912-1919                          |
| Postes et télégraphes | David Pieter de Villiers Graaff George Leuchars Thomas Watt Johannes Hendricus Meiring Beck | SAP   | 1910-1912 1912 1912-1915 1916-1919                |
| Sans portefeuille     | Charles O'Grady Gubbins David Pieter de Villiers Graaff Jacobus Arnoldus Combrick Graaf     | SAP   | 1910-1911 1912 1913-1919                          |